# سيرج حاروش
سيرج حاروش (بالفرنسية: Serge Haroche)‏ (مواليد 11 سبتمبر 1944) عالم فرنسي من اصول يهودية مغربية. حائز على جائزة نوبل للفيزياء عام 2012 مع ديفيد وينلاند لدورهما فيما يتعلق بقياس والتلاعب بالجزيئات الأحادية دون التأثير في الطبيعة الميكانيكية للمادة.

## سيرة ذاتية

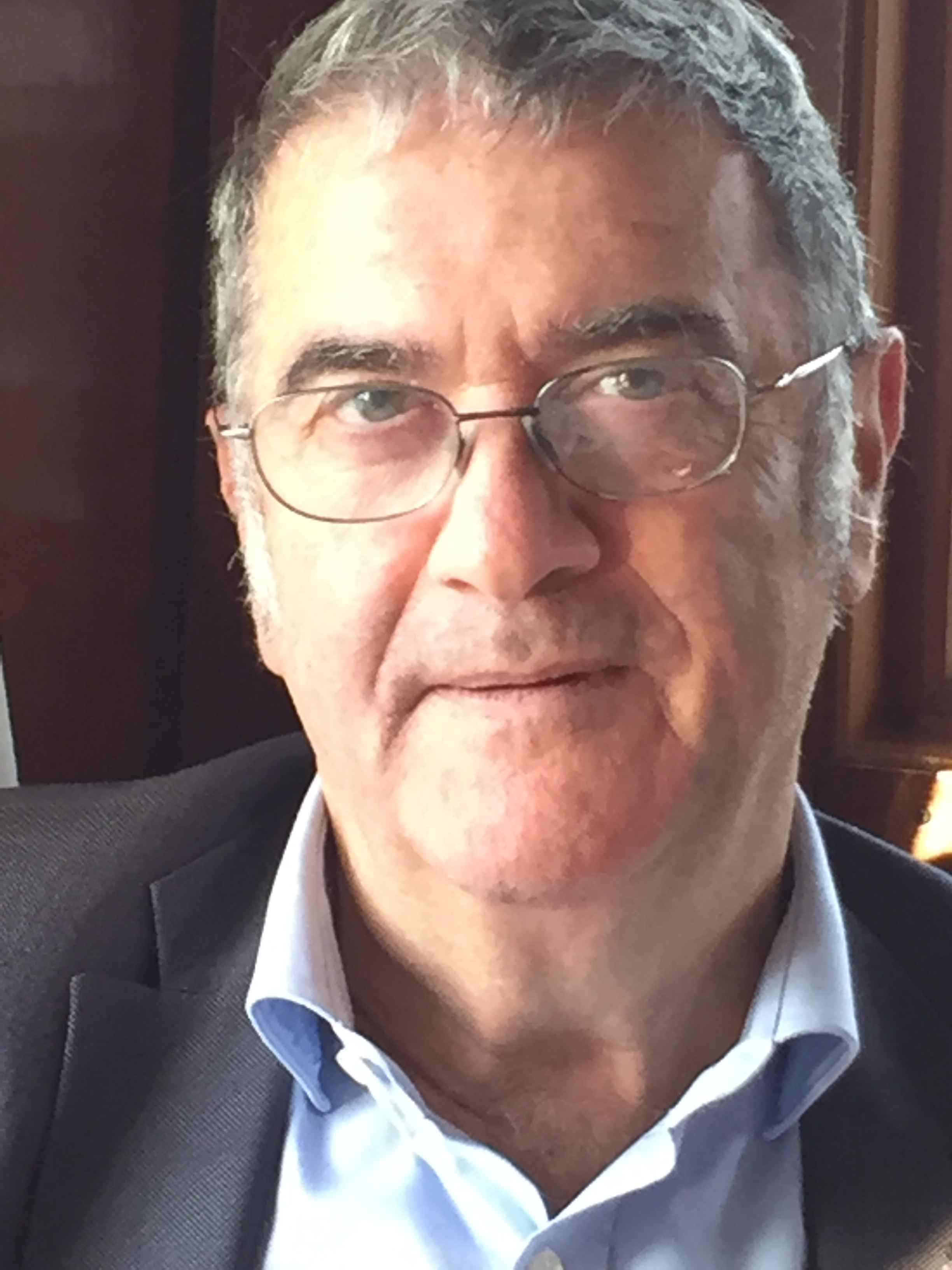
سيرج هاروش (نوبل في الفيزياء 2012) في ستوكهولم ، يونيو 2016

ولد سيرج في الدار البيضاء لأب يهودي مغربي يعمل محامياً ينحدر من عائلة مراكشية (إسحاق واستير حاروش)، الذين استقروا في الدار البيضاء للعمل كمدرسين، ومن ام أكرانية تعمل معلمة. هاجرت العائلة إلى فرنسا عام 1956. تعلم آروش في مدرسة الأساتذة العليا بعد ذلك حصل على الدكتوراة من جامعة باريس سنة 1971 تحت اشراف البروفيسور كلود كوهين تانوجي الذي حصل أيضا على جائزة نوبل بالفيزياء. منذ عام 1975 وحتى عام 2001 كان يعمل بروفيسور للفيزياء في جامعة بيير وماري كوري ومنذ عام 1982 وحتى 2001 عمل أيضا بروفيسور للفيزياء في مدرسة الأساتذة العليا ,منذ عام 2001 انتقل ليعمل في كوليج دو فرانس, كان مجال بحثه الرئيسي هو (Quantum decoherence) في ميكانيكا الكم.

## روابط خارجية
- سيرج حاروش على موقع الموسوعة البريطانية (الإنجليزية)
- سيرج حاروش على موقع مونزينجر (الألمانية)